# KV Cercle Melle
KV Cercle Melle is een Belgische voetbalclub uit Melle. De club is aangesloten bij de KBVB met stamnummer 3032 en heeft rood en wit als kleuren.

## Geschiedenis
De club werd tijdens de Tweede Wereldoorlog opgericht in 1941 met de steun van burgemeester Henry de Potter d'Indoye. Men sloot zich aan bij de Belgische Voetbalbond met stamnummer 3032 en ging van start in de provinciale reeksen. Door de oorlog was het moeilijk voor de club. Verschillende spelers moesten in Duitsland werken, in 1943 werd het terrein omgeploegd, werd de clubvoorzitter gedeporteerd en de club viel even non-actief. Op het einde van de oorlog keerde de voorzitter terug en werden de clubactiviteiten verder gezet.
SK Cercle Melle speelde vanaf de jaren 40 in Tweede Provinciale, tot men er in 1958 kampioen werd en voor het eerst naar de hoogste provinciale reeks promoveerde. Cercle Melle bleef twee seizoenen in Eerste Provinciale spelen, maar degradeerde weer in 1960. Men kon zich daar nog enkele seizoenen handhaven, maar in de tweede helft van de jaren 60 kwam er verder verval. In 1966 zakte men verder naar Derde Provinciale. De volgende jaren was men er bij de beteren, maar men slaagde er niet in een promotie af te dwingen. In 1968 werden de provinciale reeksen in Oost-Vlaanderen uitgebreid met een nieuwe Vierde Provinciale. Door een inkrimping in de hogere provinciale reeksen moest men bij de eerste vijf eindigden om in Derde Provinciale te blijven. Melle werd echter achtste en zakte verder naar het nieuwe laagste provinciale niveau.
In 1970 kon men na een testwedstrijd terugkeren in Derde Provinciale. In 1977 zakte men nogmaals naar Vierde Provinciale, maar kon men dankzij een titel opnieuw na een seizoen terugkeren. Na enkele seizoenen zakte men in 1982 weer naar Vierde Provinciale. Ditmaal kon men niet meteen terugkeren en men bleef verschillende seizoenen in de laagste reeksen spelen. Op het eind van de jaren 80 kende de club een steile opgang. In 1990 promoveerde men uiteindelijk weer naar Derde Provinciale, waar men een jaar later kampioen werd en zo in 1991 doorstootte naar Tweede Provinciale.
In 1996 begon de club ook met een damesafdeling, eerst met een meisjesploeg en vanaf 1997 ook met een eerste dameselftal, dat de volgende jaren de nationale reeksen van het damesvoetbal zou bereiken. In 1997 werd het eerste mannenelftal van Cercle Melle weer kampioen in Tweede Provinciale en promoveerde men nog eens naar Eerste Provinciale. Het verblijf was van korte duur, want na een seizoen degradeerde men in 1998 weer naar Tweede Provinciale en in 2000 zakte men verder naar Derde Provinciale, waar men in dezelfde reeks belandde als jongere dorpsgenoot FC Tenstar Melle.
Rond 2002 werd de clubnaam gewijzigd van KSK Cercle Melle in KV Cercle Melle. In 2011 werd de damesafdeling een afzonderlijke club, die zich zelfstandig aansloot bij de KBVB als Melle Ladies met stamnummer 9582.